# Кузман Сотирович
Кузман Сотирович (сербохорв. Kuzman Sotirović, нар. 16 січня 1908 — пом. 25 липня 1990, Париж) — югославський футболіст, що грав на позиції нападника.
Виступав, зокрема, за клуби «Сет» та «Монпельє», а також національну збірну Югославії.

## Клубна кар'єра
У дорослому футболі дебютував 1927 року виступами за команду клубу БСК «Белград». 
До складу клубу «Сет» приєднався 1929 року.
У 1932 році перейшов до клубу «Монпельє». Завершив професійну кар'єру футболіста виступами за команду «Монпельє» у 1933 році.
Помер 25 липня 1990 року на 83-му році життя у місті Париж.

## Виступи за збірну
У 1928 році дебютував в офіційних матчах у складі національної збірної Югославії. Протягом кар'єри у національній команді, яка тривала 4 роки, провів у формі головної команди країни лише 5 матчів, забивши 2 голи.
У складі збірної був учасником  футбольного турніру на Олімпійських іграх 1928 року в Амстердамі.